# Энсхеде
Э́нсхеде, ранее — Энсхеде́ (нидерл. Enschede [ˈɛnsχəˌdeˑ]о файле, нидерл. н.-сакс. Eanske) — город и община в Нидерландах в провинции Оверэйссел, находится в самой восточной части страны на границе с Германией. Община состояла из одного города до 1934 года, когда была присоединена община Лоннекер. Крупнейший город провинции Оверэйссел и 14-й муниципалет Нидерландов по числу жителей.

## История
О изначальной истории Энсхеде практически ничего не известно, но поселение вокруг Старого Рынка существовало уже во времена раннего Средневековья. Поселение с названием, звучащим как Anescede или Enscede, что означало «около границы» (с Бентхаймом) или «около Эс», включало церковь, рынок и укреплённый аристократический дом.
В 1325 Jan van Diest, епископ Утрехта, даровал Энсхеде права города, что позволяло обнести поселение городскими стенами. Поскольку возведение каменной стены было слишком дорого (камень доставлялся из-за границы), Энсхеде имел в качестве защиты систему рвов, палисадов и живых изгородей, которая до сих пор отражена в названиях улиц «Noorderhagen» и «Zuiderhagen» (Северная Изгородь и Южная Изгородь соответственно). Городской план той эпохи до сих пор читается в современном расположении улиц.

### Пожары
Так как средневековый город за редким исключением был застроен деревянными зданиями, огонь был постоянной опасностью, и после серии пожаров в 1517, 1750 и 7 мая 1862 года, жители города получили прозвище Brandstichters (поджигатели). Во время взрыва 13 мая 2000 года на пиротехнической фабрике S.F.Fireworks сгорела и была разрушена значительная часть района Ромбек. При этой катастрофе в Энсхеде погибли 23 человека, в том числе четверо пожарных.
22 августа 2003 года случился сильный пожар на фабрике по производству автомобильных шин, расположенной в городе. При тушении произошло химическое загрязнение канала Твенте.

### Индустриализация
Последний пожар совпал с началом превращения города в крупный центр производства текстиля, первоначально кустарными методами, а с начала XIX века в промышленном масштабе, особенно изготовление ткани bombazijn (смесь хлопка и льна), с успехом шедшей на экспорт.
Индустриализация способствовала процессу быстрого роста населения, который сначала был довольно хаотическим. Названия таких трущоб, как De Krim и Sebastopol, все ещё печально известны, хотя они уже давно снесены. В 1907 году принцип невмешательства был отброшен, и Энсхеде стал первым городом в Нидерландах, для которого был составлен подробный план развития, включающий прилегающую общину Лоннекер.

### Вторая мировая война

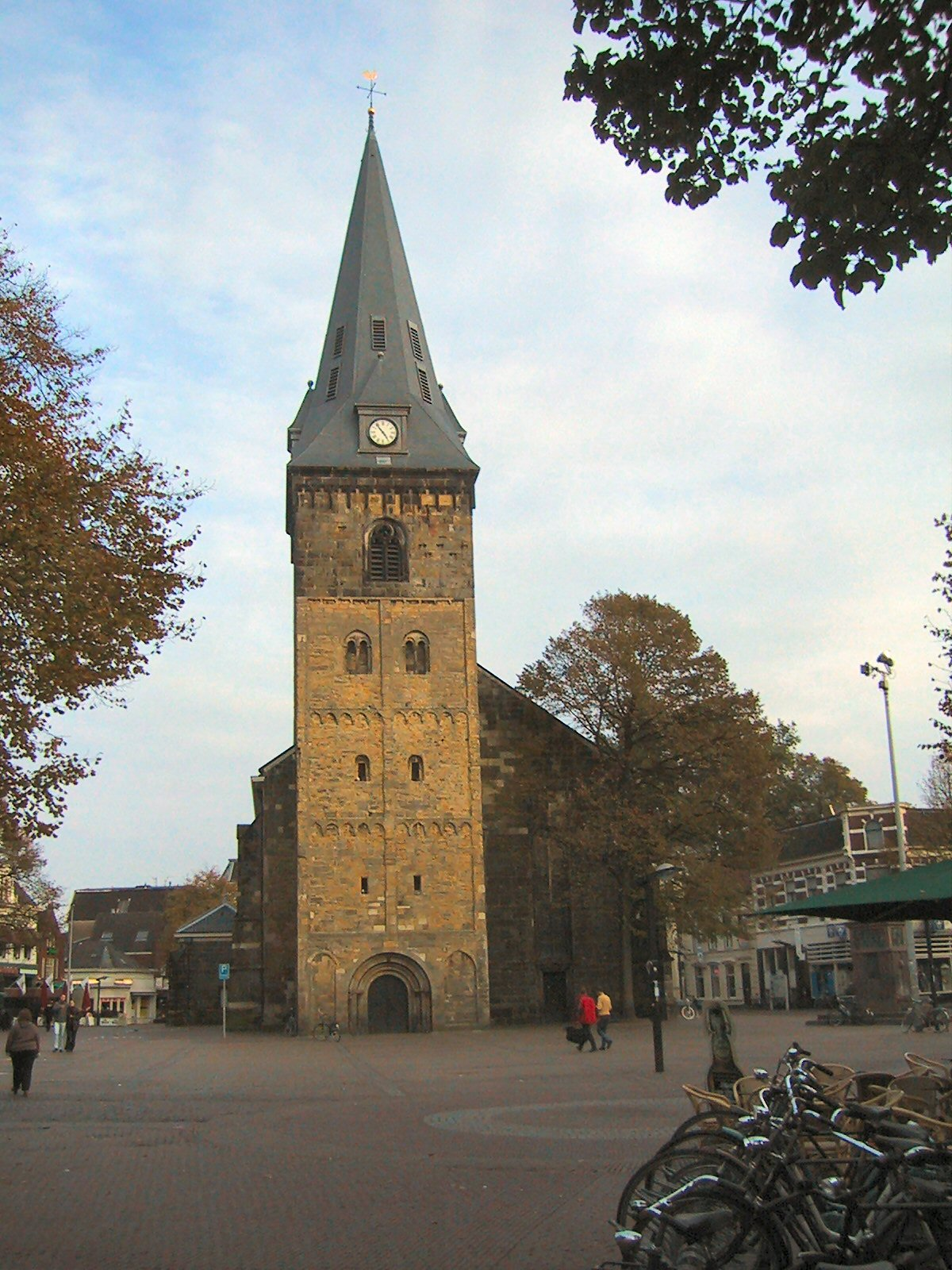
Большая церковь на Старом рынке

Во время Второй мировой войны Энсхеде стал одним из первых нидерландских городов, захваченных немцами, поскольку город находится недалеко от Германии. Члены сопротивления помогли многим местным евреям спрятаться на своих фермах поблизости.
Из-за неосторожности сопротивление было предано внедрённым агентом, и все члены убиты немецкими солдатами во время собрания в подвале, который немцы забросали гранатами, за несколько дней до освобождения города войсками союзников. Помимо сопротивления, которое было главной силой, противостоящей оккупантам, множество жителей города рисковали жизнью, спасая пилотов союзников, сбитых немцами во время авианалётов.
Энсхеде неоднократно подвергался бомбардировкам авиации союзников, атаковавших командный центр вермахта или по ошибке принимавших город за немецкий из-за его расположения всего в нескольких километрах от границы с Германией.
Энсхеде был освобождён в конце 1944 года войсками союзников, в основном канадскими частями.

### Конец индустриальной эпохи
В 1970-х годах производство текстиля в городе постепенно прекратилось и было перенесено в Азию. Этот процесс сильно отразился на населении, и Энсхеде превратился в один из самых бедных муниципалитетов в Нидерландах и (де-факто) обанкротился. Центр города представлял собой огромную заброшенную промзону.
При поддержке правительства эта собственность была выкуплена и реконструирована, центр был превращён в пешеходную зону. Значимость города как регионального центра всячески стимулировалось, и Энсхеде сумел возродиться из пепла.

## Транспорт

### Городской транспорт
В декабре 2023 года в Энсхеде сменился оператор общественного транспорта. Легендарные красные автобусы Twents были заменены на полностью электрические автобусы компании RRReis (дочерняя компания Keolis). Автобусы RRReis связывают центр города не только с другими районами, но и с соседствующими муниципалитетами и деревнями региона Твенте.

### Железная дорога
Энсхеде связан железнодородным сообщением с другими городами Нидерландов. Поезда NS Intercity курсируют по маршрутам Энсхеде — Гаага, а также Энсхеде — Аэропорт Схипхол. Энсхеде также имеет прямое ж/д сообщение со столицей провинции Оверэйссел — Зволле, по данному направлению курсируют поезда Keolis Blaauwnet. Более того, с центральной станции Энсхеде ходят региональные поезда немецкой Deutsche Bahn до Дортмунда и Мюнстера.

### Автобус
Остановка международного автобусного перевозчика FlixBus позволяет добираться до Энсхеде из таких городов, как Париж, Брюссель, Антверпен, Берлин, Прага и др.

## Соседние города

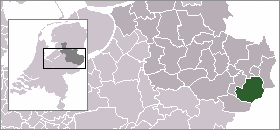
Расположение общины Энсхеде на карте Нидерландов

- Алмело
- Борне
- Букело
- Вирден
- Гор
- Олдензал
- Хаксберген
- Хенгело

## Образование
В городе расположен Университет Твенте и Университет прикладных наук Саксион.

## Спорт
В городе базируется профессиональный футбольный клуб «Твенте», играющий в Эредивизи. Матчи проводит на стадионе «Гролс Весте», вмещающем 30 тыс. зрителей.
Хоккейный клуб «Энсхеде Лайонс», базирующийся на ледовой арене Optisport IJsbaan-Twente, с 2023 года играет во второй лиге Нидерландов по хоккею с шайбой.
В этом городе родился бронзовый призёр летних Олимпийских играх в Берлине по хоккею на траве Шнитгер, Ханс.

## Города-побратимы
- Далянь, КНР, с 2009
- Мюнстер, Германия, с 2021
- Пало-Алто, США, с 1980